# Torbda violaceipennis
Torbda violaceipennis là một loài tò vò trong họ Ichneumonidae.